# Рябина (станция)
Рябина — железнодорожная станция Куйбышевской железной дороги на линии Сызрань — Сенная.
Станция Рябина относится к Самарскому отделению дороги.
Линия электрифицирована, грузовое и пассажирское движение обслуживается электровозами Приволжской дороги: серии ЭП1 приписки ТЧ Саратов и ВЛ80С, ВЛ80Т ТЧ Петров Вал и ТЧ им. М. Горького).
На станции производится продажа билетов на пассажирские поезда.
С 2008 года является передаточной на Приволжскую железную дорогу (прежде такую функцию выполняла станция Громово, ныне закрытая и превращённая в остановочный пункт).
Ближайшие станции: Кубра и Громово.